# Derechos humanos en materia lingüística
Los derechos lingüísticos, derechos humanos en materia lingüística (también derechos humanos lingüísticos) son aquellos derechos humanos y civiles tocantes al derecho individual y colectivo a elegir el idioma o idiomas en que comunicarse, tanto en privado como en público, sin tener en cuenta la nacionalidad, etnia o número de hablantes de dichos idiomas en determinado territorio.
Entre los derechos lingüísticos se cuenta el derecho a los actos legales, administrativos y judiciales, a la educación y a los medios de comunicación en una lengua que sea comprendida y elegida libremente por las personas interesadas. Tales derechos constituyen una herramienta para combatir la aculturación forzosa y el imperialismo lingüístico, especialmente en un contexto que busca dar cobertura a las minorías y pueblos indígenas.
En el derecho internacional los derechos lingüísticos suelen contemplarse dentro del marco más amplio de los derechos culturales y educativos. Algunos documentos cruciales para el sustento de la doctrina de los derechos lingüísticos son la Declaración Universal de Derechos Lingüísticos, la Carta Europea de las Lenguas Minoritarias o Regionales y el Convenio Marco para la Protección de las Minorías Nacionales.